# Yaginumaella montana
Yaginumaella montana is een spinnensoort uit de familie springspinnen (Salticidae). De soort komt voor in Bhutan en China.